# Tarata, Cochabamba

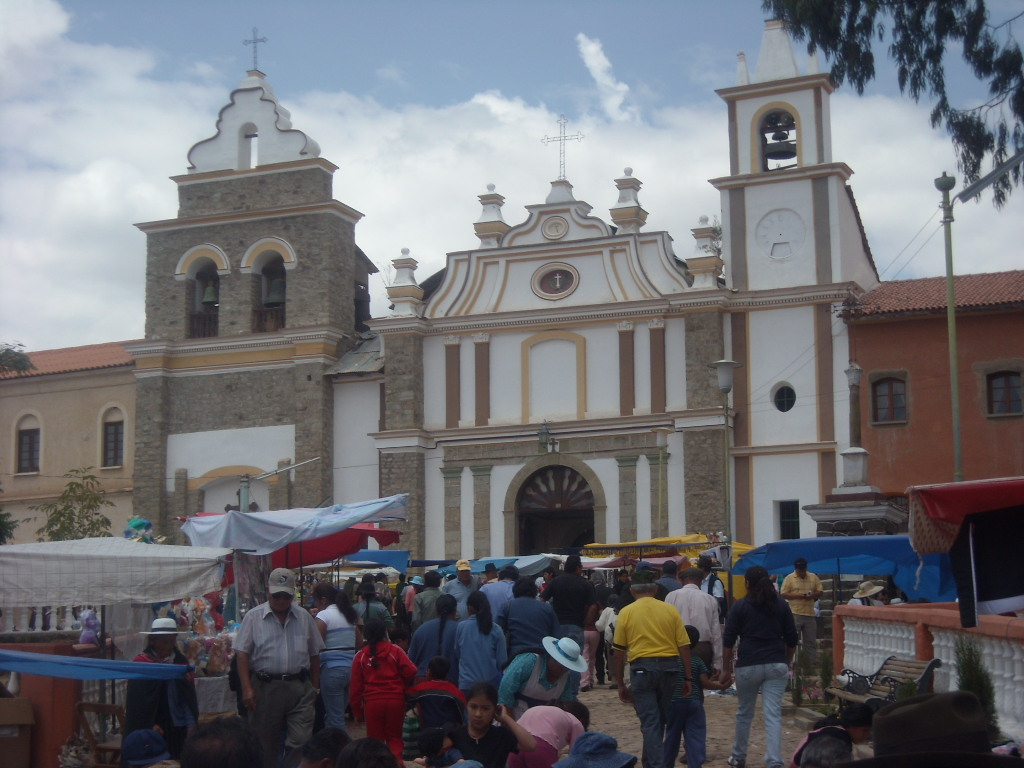
Tarata

Tarata är huvudstaden i den bolivianska provinsen Esteban Arze i departementet Cochabamba.